# 1289
Високе Середньовіччя •  Реконкіста •  Ганза •  Монгольська імперія

## Геополітична ситуація
Андронік II Палеолог є імператором Візантійської імперії (до 1328), а Рудольф I королем Німеччини (до 1291). У Франції править Філіп IV Красивий (до 1314).
Апеннінський півострів розділений: північ належить Священній Римській імперії, середню частину займає Папська область, південь належить Неаполітанському королівству. Деякі міста півночі: Венеція, Піза, Генуя тощо, мають статус міст-республік.
Майже весь Піренейський півострів займають християнські Кастилія (Леон, Астурія, Галісія), Наварра, Арагонське королівство (Арагон, Барселона) та Португалія, під владою маврів залишилися тільки землі на самому півдні. Едуард I Довгоногий є королем Англії (до 1307), Вацлав II — Богемії (до 1305), а королем Данії — Ерік VI (до 1319).
Руські землі перебувають під владою Золотої Орди. Король Русі Лев Данилович править у Києві та Галичі (до 1301), Дмитро Олександрович Переяславський — у Володимиро-Суздальському князівстві (до 1294). На чолі королівства Угорщина стоїть Ласло IV Кун (до 1290). У Великопольщі княжить Пшемисл II (до 1296).
Монгольська імперія займає більшу частину Азії, але вона розділена на окремі улуси, що воюють між собою. У Китаї, зокрема, править монгольська династія Юань. У Єгипті владу утримують мамлюки. Невеликі території на Близькому Сході залишаються під владою хрестоносців. Мариніди правлять у Магрибі. Делійський султанат є наймогутнішою державою Північної Індії, а на півдні Індії панують держава Хойсалів та держава Пандья. В Японії триває період Камакура.
Цивілізація мая переживає посткласичний період. Почала зароджуватися цивілізація ацтеків.

## Події

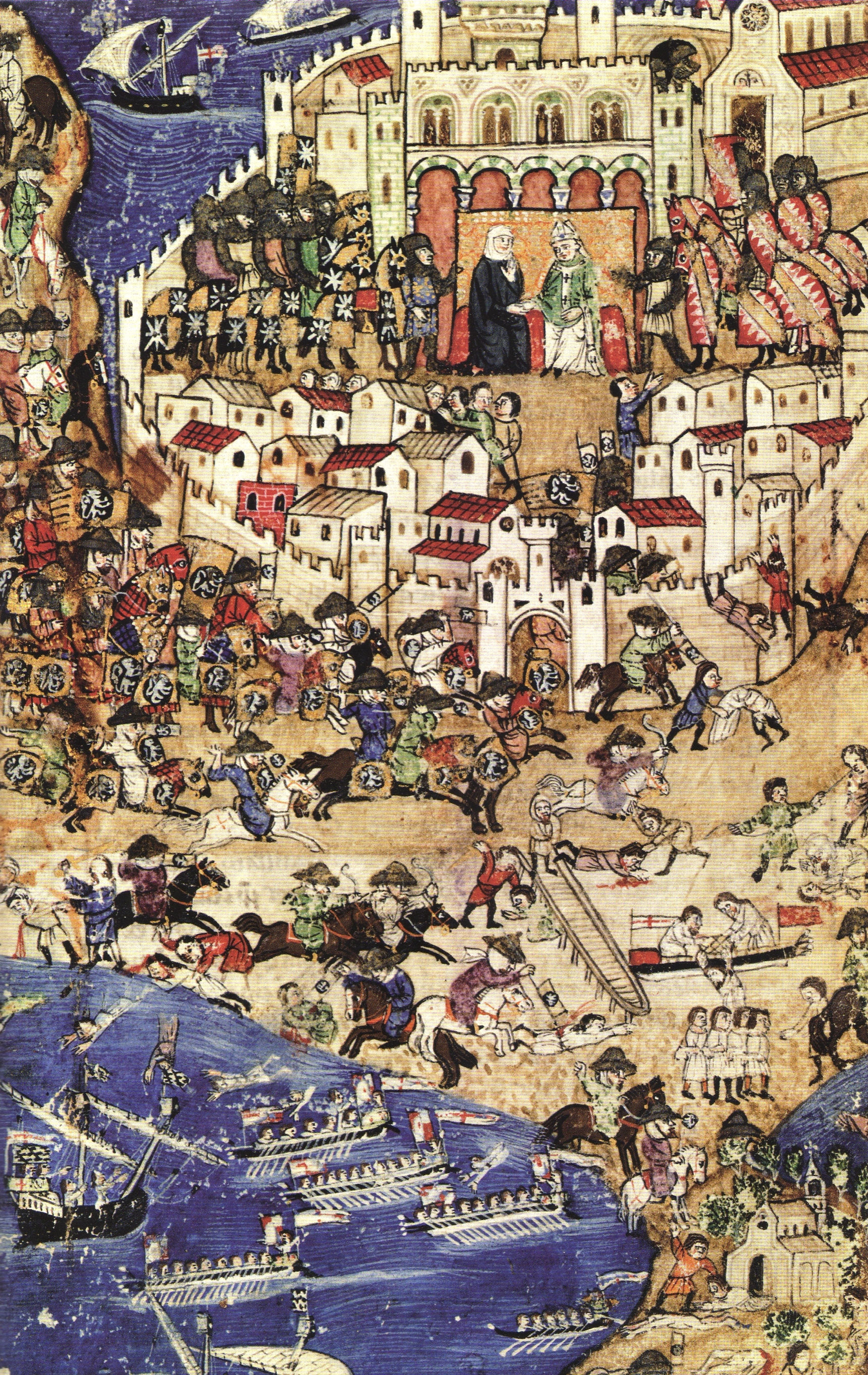
Мамлюки беруть Триполі

- Юрій Львович одружився з Євфимією Куявською.
- Князь Сілезії Казимир Битомський склав омаж королю Богемії Вацлаву II.
- Болеслав II Мазовецький здобув перемогу над краківським князем Генріхом I Справедливим. Болеслав віддав княжіння у Малопольщі Владиславу Локетеку.
- Засновано університет Монпельє.
- Гвельфи зміцнили свою владу у Флоренції після перемоги над гібелінами в битві біля Кампальдіно. Усіх селян у Флорентійській республіці звільнено від кріпосної залежності.
- Папа римський Миколай IV коронував Карла II Анжуйського королем Сицилійського королівства попри те, що королем Сицилії уже було короновано Якова II Арагонського. Пізніше цього року королі уклали між собою перемир'я, що припинило військові дії.
- Уперше зібрано каталонський парламент.
- Миколай IV відправив францисканця Джованні Монтекорвіно з посольством до монгольських правителів.
- Євреїв змусили покинути Гасконь та Анжу.
- Єгипетський султан Калаун захопив Триполійське графство, поклавши край існуванню однієї з держав хрестоносців.
- Відбулося перше зафіксоване в історії сходження на гору Попокатепетль у Мексиці.